# Cueva de Tito Bustillo
La cueva de Tito Bustillo (en asturiano: El Pozu'l Ramu) es una cueva con pinturas prehistóricas desde el 33 000 hasta el 10 000 a. C. Situada en Ribadesella, en el Principado de Asturias (España).
Fue descubierta en 1968 por el grupo de espeleología Torreblanca, guiado por varios jóvenes de la villa. Tres semanas después, uno de los espeleólogos descubridores, Celestino Fernández Bustillo, conocido como Tito Bustillo, falleció en un accidente de montaña y en su honor se rebautizó el yacimiento. Está incluida en la lista del Patrimonio de la Humanidad de la Unesco desde julio de 2008, dentro del conjunto «Cueva de Altamira y arte rupestre paleolítico de la cornisa cantábrica».

## Descripción

### Acceso a la cueva
En 1969, el Patronato de Cuevas Prehistóricas de Asturias rehabilitó la entrada primitiva obstruida hasta entonces por un derrumbamiento ocurrido con posterioridad al período Magdaleniense, y en 1970 el mismo Patronato abre otra entrada perforando en roca viva un túnel de 165 metros de longitud que evita los tres kilómetros de distancia que hay desde la villa de Ribadesella hasta el primero de los accesos, parte de cuyo trayecto había que realizar a pie.

### Galería principal
Por este túnel se entra ya a la cueva y se llega a una galería que es el brazo más largo de los tres en que se conforma la planta de la caverna. Por este camino, que en su día también fue obstruido por otro derrumbamiento, se encuentra, a la derecha de nuestra marcha, la hornacina de los signos escutiformes en rojo, identificados como representación de vulvas de mujer, en una invocación a la fecundidad. Recorridos los 540 metros de longitud que tiene esta galería, llegamos a la sala en la que se verifica el entronque de los tres caminos de la cueva.
A la derecha va la galería hacia la primitiva entrada, donde está el importante y extenso yacimiento correspondiente a la cocina y utensilios del hombre prehistórico, porque allí también estaba la entrada que utilizaban aquellas familias. En esta sala donde se produce la unión de las tres direcciones, se halla una pintura de buen tamaño que corresponde a un caballo pintado en mancha llena, de color rojo muy oscuro, casi morado. Los perfiles están muy desvaídos porque las aguas han vuelto a pasar por encima de la roca en alguna riada.
A la izquierda se halla la galería que conduce a la sala de las pinturas. Caminando por ella dejamos atrás, a nuestra derecha, una cortada de unos veinte metros verticales por cuyo fondo discurre un riachuelo. Poco más allá comienza la pared donde el ser humano de hace miles de años dejó la extraordinaria colección de pinturas.

### Sala de las pinturas
Se inicia ésta con unas manchas de color rojo. Poco después, y muy cerca del ras del suelo, hay unas pequeñas figuras: dos cérvidos, al parecer corriendo uno detrás de otro, delimitados en línea negra y con muy tenue tinta parda para el relleno de la mancha.
Seguidamente hay varias manchas y rayas por la sequía que hay en la jungla, pero que se manifiestan como restos de varias figuras más que han desaparecido. A continuación se dibuja un pequeño reno y a nivel inferior un ciervo. Seguidamente, y a la misma altura del suelo, hay un caballo de buen tamaño (1,75 metros de longitud) pintado en mancha llena, con cambios de color: siena natural, morado y negro. Bajo esta figura hay otra muy indefinida, pero también de gran tamaño, pintada en negro.

#### Panel principal
A partir de aquí la roca dobla para extenderse en un panel limpio muy aprovechable para pintar y grabar. La primera figura que se define en este panel corresponde a una cierva en línea negra, y cierra el panel con una muy determinada cabeza de caballo pintada también en línea negra. Entre una y otra figura hay comprendidas las de cinco caballos, dos renos machos y una hembra, y un ciervo. Asimismo, dentro de este panel hay definidas en grabado dos figuras de caballo, dos tectiformes, una cabeza de ciervo y otra de cierva, un bóvido y dos cabezas más de cérvido.
Todas las figuras pintadas son de gran tamaño, excediendo de los dos metros la longitud de alguna de ellas. Están realizadas en mancha de color utilizando una gama de negro, rojo, violeta y tierras, modelándose las figuras con un incipiente claroscuro a base de esfumados y, a veces, de tintas planas. La mayoría de las figuras están repasadas con grabado, para el que se emplea la línea múltiple, a veces profunda y otras veces muy superficial.

#### Segundo panel
Frente a este gran panel hay otro que debió de tener pocas figuras representadas, pero de las que hoy solo se conservan identificables la de una vaca y un bisonte. Las pinturas están comprendidas en la línea evolutiva de finales del Solutrense al Magdaleniense medio.

#### Antropomorfo
La imagen de una forma humana, mezcla de mujer y hombre, fue descubierta en el año 2000. En la parte más profunda e inaccesible de la cueva, se dibujó esta forma humana. Las dataciones de carbono 14 han demostrado que son las pinturas más antiguas de la cueva, de alrededor 33 000 años. Para algunos científicos pudo ser realizada por los hombres de Neandertal, aunque esta tesis no está confirmada.

## Centro de Arte Rupestre Tito Bustillo
En marzo de 2011 se inauguró el Centro de Arte Rupestre Tito Bustillo, un proyecto museográfico para la divulgación y promoción del arte rupestre paleolítico asturiano. El centro se encuentra a 250 m de la cueva y cuenta con una sueperficie construida útil de 6500 m² distribuidos en 3 niveles: planta acceso, planta centro de arte y planta mirador.
La museografía fue diseñada y realizada por la empresa Empty. Sono Tecnología Audiovisual se encargó de la integración de los sistemas audiovisuales del espacio, que a través de nuevas tecnologías y modernos sistemas interactivos facilita la divulgación de los contenidos artísticos e históricos.